# Fiorenzo Carpi
Fiorenzo Carpi de' Resmini est un pianiste et compositeur italien, né le 19 octobre 1918 à Milan et mort le 21 mai 1997 à Rome. Outre quelques œuvres savantes, il a composé pour le théâtre, la télévision et le cinématographe, plus de cent films dont ceux de grands directeurs italiens ou français, Luigi Comencini, Franco Caprioli, Tinto Brass, Ugo Gregoretti, Patrice Chéreau, Louis Malle. Son célèbre rondo Pinocchio a été repris par le groupe pop Pin-Occhio en 1993.

## Biographie
Fiorenzo Carpi de' Resmini est le fils du peintre Aldo Carpi et le frère aîné de l'écrivain Pinin Carpi (it). Il nait un an après la démobilisation de son père. Admis au Conservatoire de Milan, il reçoit les enseignements d'Arrigo Pedrollo (it), Giorgio Federico Ghedini et Roberto Lupi (it). Il a vingt quatre ans quand, en janvier 1944, son père est déporté à Gusen. À la Libération (it), près d'un an et demi plus tard, il retrouve celui ci et obtient son diplôme.
Avec Giorgio Strehler et Paolo Grassi, il fonde en 1947 le Petit théâtre de Milan. Il s'y charge de l’illustration musicale des spectacles et devient le collaborateur régulier des tournées d'acteurs au succès grandissant, Dario Fo, Vittorio Gassman, Franco Parenti (it), Giustino Durano. Il travaille aux sketchs satiriques de la jeune compagnie Teatro dei Gobbi fondée par Franca Valeri, Vittorio Caprioli et Alberto Bonucci. Il compose des chansons de cabaret pour Luciano Salce et Giustino Durano. En 1949, il participe à la création des Après midi musicaux du Teatro Nuovo.
Au début des années 1950, il épouse une actrice rencontrée au Piccolo Teatro, Luisa Rossi. Ils auront une fille, Martina, qui deviendra actrice.
En 1959, il suit Vittorio Gassman dans une aventure télévisuelle de dix sketchs, Le Protagoniste (it), puis ce sera, toujours pour la Rai, en 1962 Canzonissima de Dario Fo et Franca Rame, en 1966 Melissa de Daniele D'Anza et en 1972, Les Aventures de Pinocchio de Luigi Comencini. Celles ci lui apportent une notoriété internationale.
Il est sollicité par ses amis metteurs en scène appelés à Paris, Giorgio Strehler au Théâtre de l'Europe, Dario Fo à la Comédie Française. Il compose un Charlot pour le Ballet national de Marseille de Roland Petit. Ses musiques sont entendues au Teatro Español de Madrid, à la Maison des spectacles (de) de Vienne, au Grand palais des festivals de Salzbourg, à la Salle de spectacle de Munich. Il compose pour Eduardo De Filippo, Klaus Gruber, Angelo Corti, Lamberto Puggelli (it), Carlo Battistoni, Andrée Shammah (it) mais c'est avec Patrice Chéreau, au TNP de Lyon, que la collaboration sera la plus constante.

## Filmographie
- 1960 : Zazie dans le métro de Louis Malle (avec André Pontin)
- 1962 : Vie privée (film, 1962) de Louis Malle (avec Yánnis Spanós)
- 1967 : Cible mouvante de Sergio Corbucci (avec Ivan Vandor)
- 1972 : Les Aventures de Pinocchio de Luigi Comencini (cinéma et télévision)
- 1972 : Exorcisme tragique (Un bianco vestito per Marialé) de Romano Scavolini
- 1972 : Sans famille, sans le sou, en quête d'affection (Senza famiglia, nullatenenti cercano affetto) de Vittorio Gassman
- 1979 : Le Grand Embouteillage (L'ingorgo) de Luigi Comencini
- 1982 : L'Imposteur (Cercasi Gesù) de Luigi Comencini
- 1986 : La storia de Luigi Comencini
- 1987 : Un enfant de Calabre (Un ragazzo di Calabria) de Luigi Comencini (coordination d'œuvres d'Antonio Vivaldi)
- 1989 : Joyeux Noël, bonne année (Buon Natale… buon anno) de Luigi Comencini
- 1990 : Les Amusements de la vie privée (I divertimenti della vita privata) de Cristina Comencini
- 1991 : Marcellino (Marcellino pane e vino) de Luigi Comencini
- 1993 : La fin est connue (La fine è nota) de Cristina Comencini (avec Alessio Vlad et Claudio Capponi)